# Хрисант и Дарија
Хрисант и Дарија су хришћански свеци и мученици из 3. века. 
Хрисант је био јединац син великог бољара Полемија, који се преселио из Александрије у Рим. Као син богатих родитеља Хрисант је стекао велико образовање. Али „светска мудрост“ га је збунила и оставила у неизвесности, шта је истина. И он је туговао због тога. Али до руку младога Хрисанта дошло је Јеванђеље и дела апостолска.  Када је прочитао то тражио је учитеља. За учитеља је изабрао Карпофора, свештеника, који га је упутио у хришћанство и крстио. Али то се није допало његовом оцу. Отац га је најпре хтео развратити затварајући га самог са проституткама. Када то није успело отац га је приморао да се ожени незнабожачком девојком Даријом или како други извештаји наводе, Весталком. Али Хрисант је саветовао Дарију да и она прими веру Христову и да живе као брат и сестра, премда привидно у браку. Када му је отац умро, Хрисант је почео слободно исповедати Христа и живети хришћанским животом, и он и сав дом његов. У време цара Нумеријана он и Дарија су страшно мучени због вере. Али и сам мучитељ Клавдије, видвши стрпљење ових мученика и чудеса која су се пројавила при њиховом мучењу, прими веру Христову са целим домом својим. Зато је и Клавдије био утопљен у воду, оба сина су му посечена, а жена му је на губилишту, очитавши молитву преминула. Дарија је била толико истрајна у мукама, да су незнабошци викали: Дарија је богиња! Најзад је наређено да Хрисанта и Дарију засују камењем у једном дубоком рову (на том месту касније је подигнута црква). Близу тога рова била је нека пећина, у коју се једном сабраше неки хришћани на молитву и причешће у спомен светог мученика Хрисанта и Дарије. Сазнавши за ово, незнабошци навалише те затворише ову пећину, и тако усмртише те хришћане, међу којима су били и Диодор свештеник и Маријан, ђакон. Сви ови пострадаше за Христа у Риму 283. и 284. године.
Године 2011. научно истраживање тела, које је спровела група научника, координисано од стране Ециа Фулхерија, палеопатолога са Универзитета у Ђенови, нагласило је компатибилност налаза са причом која се преноси традицијом. Радиокарбонско датирање открива да остаци двоје младих, мушкарца између 17 и 18 година и жене између 20 и 25 година, датирају из доба између 80. и 340. године нове ере. У костима је пронађена висока концентрација олова, што је знак њиховог богатог порекла, јер су само богати имали текућу воду у кућама, спроведену кроз оловне цеви. Ниједно од тела није показивало знаке насиља или болести, тако да је узрок смрти могао бити компатибилан са гушењем.

## Реликвије
Најмање три места тврде да поседују остатке Хрисанта и Дарије. У деветом веку, њихови наводни остаци донети су у Прум у данашњој Rhineland-Palatinate, а ове мошти се тренутно налазе у цркви Хрисант и Дарија, Бад Минстерајфел, Немачка. Папа Сергије IV је 1011. године дао Фулку III, грофу Анжујском, угледна тела Хрисанта и Дарије по повратку са ходочашћа у Јерусалим. Фулк их је дао манастиру Belli Locus (данас Beaulieu-lès-Loches), који је недавно основао. Катедрала Ређо Емилија у северној Италији такође садржи реликвије за које се слови да су остаци Дарије и Хрисанта. Научно истраживање неких од костију тамо потврдило је да су то биле кости младића и младе жене у касним тинејџерским годинама, са радиокарбонским датумом између 80 и 340.
Српска православна црква слави их 19. марта по црквеном, а 1. априла по грегоријанском календару.